# Eugenia Buerklin
Eugenia Buerklin, geboren als Eugenia Elizabeth Kaufmann, is een Amerikaanse actrice en filmregisseuse.

## Biografie
Buerklin begon in 1988 met acteren in de televisieserie Sonny Spoon. Hierna heeft ze nog enkele rollen gespeeld in televisieseries en televisiefilms, zoals Father Dowling Mysteries (1991), Beverly Hills, 90210 (1991) en Sisters (1993).
Buerklin heeft maar van 1988 tot 1993 geacteerd. Ze heeft in deze tijd ook gestudeerd aan de Carnegie Mellon University in Pittsburgh Pennsylvania in acteren. Haar mentor moedigde haar aan om actrice en lerares te worden/blijven. Ook werkte Buerklin enkele jaren samen met de psycholoog John Cogswell en Joseph Culp, medeontwikkelaars van de Walking-in-Your-Shoes-therapie (een mind-bodytechniek). Ze hielp mee met het leiden van de Walking Theatre Group, een op therapie gerichte workshop. Buerklin ontwikkelde deze methode verder en noemde het toen Inner Walking, en vanaf 1995 leidde ze groepen en workshops voor personeel van bedrijven in Los Angeles, Maui Hawaï, Berlijn en New York. Zij is de oprichtster van het Inner Walking Instituut en werkt nu samen met Joshua Abramson van de Lumi8 Groep.
Buerklin woont nu in Los Angeles, waar ze werkt als life coach and acting coach. Ze geeft les in acteren en traint ook individueel. Ze geeft ook maandelijks een workshop in inner walking voor personeel van bedrijven en heeft ook haar eerste boek geschreven: Diving In: One Simple Tool to Ride the Waves of Human Experience Like an Expert Surfer.
Buerklin heeft in het verleden ook ongeveer twintig theateruitvoeringen geregisseerd en een korte film, The Venture, waarvoor ze in 2005 een prijs kreeg op het Nolita Film Festival in New York. Zij heeft ook in talloze theateruitvoeringen gespeeld in Los Angeles, New York en Berlijn.
Buerklin is in 1995 getrouwd en heeft twee kinderen. 

## Filmografie
- 2024 My Divorce Party - kassière - film
- 1993 Sisters – als Sally – televisieserie (1 afl.)
- 1992 Herman's Head – als Tina – televisieserie (1 afl.)
- 1992 Venice/Venice – als geïnterviewde – televisiefilm
- 1992 Coach – als assistente – televisieserie (1 afl.)
- 1991 Princesses – als Shannon – televisieserie (1 afl.)
- 1991 Beverly Hills, 90210 – als Allison – televisieserie (1 afl.)
- 1991 Father Dowling Mysteries – als Rita – televisieserie (1 afl.)
- 1990 Roseanne – als klant – televisieserie (1 afl.)
- 1988 Sonny Spoon – als ?? – televisieserie (1 afl.)